# Joyce Rouse
Joyce Rouse (* 1955) ist ein US-amerikanischer Singer-Songwriter.

## Leben und Wirken
Rouse wuchs auf einer Farm in der Nähe von Cresco/Iowa auf, wo früh ihr Interesse für Musik geweckt wurde. Sie studierte Hauswirtschaft an der Iowa State University und erwarb dort auch Kenntnisse auf den Gebieten der Musik, des Theaters und der Komposition. Am Saint Mary-of-the-Woods College erwarb sie einen Mastergrad in Earth Literacy. Sie lebte zunächst als Autorin und Sängerin in den Blue Ridge Mountains in Virginia, wo sie auch ein kommunales Theater gründete. Von 1986 bis 2006 lebte sie als Musikerin in Nashville, danach kehrte sie in die Blue Ridge Mountains zurück.
Sie schrieb Texte für Sängerinnen wie Maureen McGovern, Marie Osmond, Jennifer McCarter, Wild Rose, Jana Stanfield und Lindy Gravelle und nahm selbst zahlreiche CDs und Alben auf, darunter Earth Mama, Every Day is Earth Day!, Love Large, Around the World with Earth Mama, Grass Roots!, Christmas Heart, Under the Rainbow und Magnificent Healing. Ihre Songs sind vor allem in der internationalen Umwelt- und Friedensbewegung populär, und Rouse schrieb auch Songs für Nationalpark-Feiern, Projekte der Denkmalpflege und historische Anlässe. Sie ist Gründerin des Musikprojektes Earth Mama.